# Будимпештански метро
Будимпештански метро (мађ. Budapesti metró) је скуп метро линија у мађарском главном граду Будимпешти. Представља један од најстаријих метро система у свету.
Састоји се из четири линије од којих је свака обележена посебним бројем и бојом. Четврта, најмлађа линија, пуштена је у рад 2014. године. У плану је и линија број 5.

## Историја
Првобитна сврха прве линије је била да олакша транспорт до Будимпештанског градског парка. Међутим престоница се одувек противила да се саобраћај одвија преко Андрашевог булевара који је постао најчувенији пут у граду и део светске баштине.
Национална скупштина је ипак прихватила план 1870. и изградња која је почела 1894. је поверена немачкој фирми Сименс и Ханке АГ. Требало је две године да две хиљаде радника са тада најсавременијом опремом заврши посао. Ова линија метроа је грађена потпуно са површине. Пуштена је у рад 2 маја 1896. на годишњицу миленијума (то је 1000 година од доласка Мађара на ово тло). Свечано ју је отворио владар Фрања Јосиф.
Метро-воз је ишао дуж Андрашевог булевара, са трга Верешмарти до градског парка, у правцу североисток-југозапад. Имао је једанаест станица, девет испод земље и две изнад. Дужина је тад била 3,7 km, и воз је ишао на свака два минута. За дан је могао да превезе 35 000 људи(а данас 105 000 радним данима).
Планови за друге две линије које би повезивале север-југ и исток-запад направљени су 1895, међутим да би њихова градња и отпочела требало је педесетак година.
Новији планови су направљени 1942, а Савет министара је донео уредбу за почетак градње 1950. године.
Метро линија 2 је по првобитном плану требало да повезује две главне железничке станице Келети (на истоку) и Дели (на југу). Све је требало да буде завршено 1955, али је градња стално одлагана из разних политичких и финансијских разлога од 1954. до 1963. Коначно је отворена 4. априла 1970. и имала је 7 станица. Њен правац је исток-запад. Она је и данас једина линија која пролази испод Дунава и повезује Будим и Пешту. Укршта се са првом линијом на тргу Ференца Деака.
Прва метро линија је реновирана између 1970. и 1973, укључујући и замену вагона. Године 1973. обе линије су продужене (прва са једном станицом а друга са 4). Тако је дужина прве линије достигла данашњу дужину од 4,2 km а друга од 10,3 km, састојећи се од 11 станица.
Будимпештанска транспортна компанија је преузела одржавање метроа 1973. године, а и данас је задужена за њега.
Обележавање метро линија бојама почело је 1976, када је прва секција треће линије отворена за јавност.
Прва линија је постала жута, друга црвена а трећа плава.
Прва одлука да се направи трећа линија донесена је 1963, а њена изградња је почела 1970, са завршеном првом секцијом 1976. Она је имала 6 станица. У јужном правцу додато је још пет станица 1980, а у северном девет током 1981, 1984. и 1990. Тако трећа линија има 20 станица и са 16,4 km најдужа је линија у Будимпешти. Метро линија број 3 иде кроз Пешту у правцу север-југ (тачније, север-североисток до југоистока).
Током 80-их и 90-их М1 је битно реконструисан. Од његових осам станица 11 је постојало а три су направљене током реконструкције. Станице подсећају на доба 1890-их са паркетом, клупама, дрвеним прозорима и осветљењем тог времена. Свака станица је мали музеј са сликама и информацијама.

## Линије
Метро се састоји од четири линије (М1–М4), свака означена другом бојом. М1 (жута) иде ка југозападу. Линија М2 (црвена) иде кроз град у правцу исток-запад, прелазећи Дунав. Линија М3 (плава) иде углавном у правцу север-југ, смењујући се са остале три линије. Линија М4 (зелена) почиње код станице Келети и иде на југозапад, прелазећи реку, до завршнице код железничке станице Келенфелд.
| Линија | Траса                                      | Изградња | Дужина | Број станица |
| ------ | ------------------------------------------ | -------- | ------ | ------------ |
|        | Vörösmarty tér ↔ Mexikói út                | 1896     | 4,7    | 11           |
|        | Déli pályaudvar ↔ Örs vezér tere           | 1970     | 10,3   | 11           |
|        | Újpest Központ ↔ Kőbánya-Kispest           | 1976     | 16,5   | 20           |
|        | Kelenföld vasútállomás ↔ Keleti pályaudvar | 2014     | 7,4    | 10           |

## Будућа проширења
Метро линија М5 је предложени железнички тунел север-југ који би повезао тренутно раздвојене елементе приградске железничке мреже. Тренутно пројекат нема подршку већине политике, већ је укључен само у дугорочне планове. Прва фаза (планирана до 2030.) би била продужетак, чиме би се ова линија повезала са метро линијама М2, М3 и М4. Друга фаза би створила везу са метро линијама М1 и М3